# 馬莎蓮娜
馬莎蓮娜，是日本純種競賽馬匹。生涯活躍於一哩賽事，曾勝出2011年櫻花賞。

## 出賽前
2008年2月17日出生於北海道千歲市社台牧場出生，成長途中於一口馬主俱樂部Shadai Race Horse Co. Ltd.進行馬主募集。
其後交由栗東訓練中心練馬師松田博資訓練。
2010年7月24日於札幌競馬場調整途中於跑道處被絆倒，結果雙膝落地受到重傷，不得不進入休養延遲出賽時間。

## 競賽生涯

### 2歲
2010年12月11日經過休養治療後，出戰阪神競馬場2歲新馬戰，於安藤勝己策騎下成功奪得首勝。

### 3歲
2011年首戰爲新山紀念，於直路上未能追上前方的紅樂手下再被黃金巨匠超越，最終以第三完賽。
2月5日出戰公開賽妖精錦標，比賽途中保持穩定節奏並於直路成功爆發末腳，最終以1 1/4馬位優勢取勝。
4月10日出戰櫻花賞，成爲僅次皇后盃冠軍捕鯨之旅的第二人氣。比賽開始後，其於中團靠後位置進發，但由於受到外檔馬匹的壓力以被阻擋於內欄位置，被迫減速後退停留於最後放。進入直路後，其成功尋找到細微的空隙衝出馬群，其後繼續加速衝刺下，成功以3/4馬位優秀壓過同爲後上馬的捕鯨之旅奪得首個一級賽冠軍。
其後出戰優駿牝馬（日本橡樹大賽），比賽初段繼續採用後上戰術，並於進入直路後抽出大外檔加速，然而未能追過前方的Erin Court、Pure Brise及捕鯨之旅，最終以第四完賽。
進入秋季後其並未能延續春季的優勢戰績，9月18日出戰玫瑰錦標，但因於直路未能進一步加速僅獲得第六。
10月16日出戰秋華賞，雖然一直於後方等待時機，但進入直路後再度未有加速的意向，最終以第七完賽。
其後出戰一哩冠軍賽及阪神盃，分別獲得第六及第四。

### 4歲
2012年首戰爲阪神牝馬錦標，比賽途中一直停留於第七左右的中團位置，進入直路後隨即抽取衝刺，但仍然未能超越領放的Queen's Barn以頸位差距落敗得第二。
5月13日出戰維多利亞一哩賽，原定騎師爲於稍早前策騎貴婦人勝出櫻花賞及策騎華麗輝煌勝出東京優駿（日本打吡）、目前勢頭正旺的岩田康誠，然而於其突然因犯規被罰停賽下由田邊裕信代打策騎。比賽開始後，其於較後位置等待時機，進入直路後成功跑出全場最快末腳，可惜無法對前方的捕鯨之旅及多瑙河造成威脅，最終獲得季軍。
6月3日出戰安田紀念，但其狀態未恢復下完全未能發揮其實力，最終以第十七慘敗。
秋季首戰爲府中牝馬錦標，雖然於直路成功爆發末腳爬升，但受限於全場最高負磅下提速效果不大，最終未能超越前方對手下以第五完賽。
11月18日出戰一哩冠軍賽，雖然成功以優勢的速度衝刺，但礙於比賽初段留得太後以無法挽回劣勢，最終以第十一落敗。
其後出戰阪神盃，原定將夥拍杜滿萊出戰，但由於其突然被診斷患上腎結石而需要休養，因而匆忙之中臨時安排北村友一代打策騎。比賽初段其繼續選擇留後，進入直路後嘗試發力衝刺，但最終於被馬群阻擋無法望空下加速失敗，最終以第十二大敗。

### 5歲
2013年首戰爲阪神牝馬錦標，於其中以第六落敗。
其後打算出戰維多利亞一哩賽及京王盃春季盃，但由於累積獎金不足以被排除於出賽名單外，最終轉戰公開賽五月錦標再度獲得第六。
6月9日出戰人魚錦標，比賽途中保持穩定節奏，於直路上成功望空加速，最終於其凌厲的衝刺下，以爆冷的姿態奪得時隔2年2個月的冠軍。

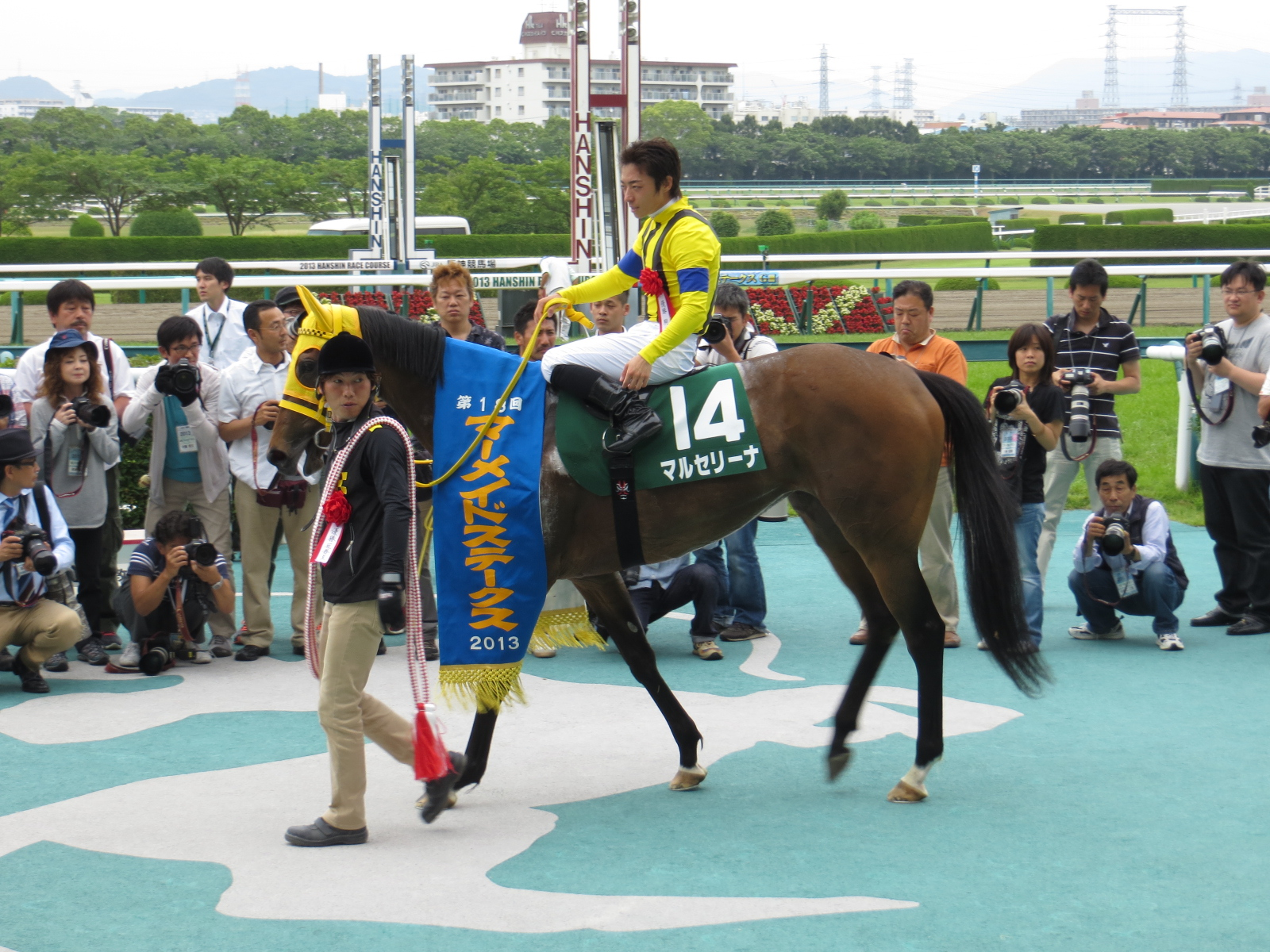
人魚錦標頒獎儀式

但其後再度遭遇慘敗，先於皇后錦標及札幌紀念僅獲第四及第八，後出戰府中牝馬錦標及女皇伊利沙伯二世盃分別獲得第七及第十五。
其後陣營宣佈安排其退役，並於11月14日取消日本中央競馬會的賽駒註冊。

### 詳細賽績
| 日期       | 舉辦國家 | 馬場 | 距離   | 級別 | 賽事名稱           | 負重 | 騎師     | 馬號 | 出馬 | 名次 | 時間   | 頭馬（二馬）      |
| ---------- | -------- | ---- | ------ | ---- | ------------------ | ---- | -------- | ---- | ---- | ---- | ------ | ----------------- |
| 12/11/2010 | 日本     | 阪神 | 草1600 |      | 2歲新馬            | 54   | 安藤勝己 | 8    | 10   | 1    | 1:36.8 | （I Am Actress）  |
| 9/1/20011  | 日本     | 京都 | 草1600 | GIII | 新山紀念           | 54   | 安藤勝己 | 4    | 16   | 3    | 1:34.3 | 紅樂手            |
| 5/2/2011   | 日本     | 京都 | 草1600 | OP   | 妖精錦標           | 54   | 安藤勝己 | 5    | 11   | 1    | 1:34.4 | （Noble Jewelry） |
| 10/4/2011  | 日本     | 阪神 | 草1600 | GI   | 櫻花賞             | 54   | 安藤勝己 | 8    | 18   | 1    | 1:33.9 | （捕鯨之旅）      |
| 22/5/2011  | 日本     | 東京 | 草2400 | GI   | 優駿牝馬           | 55   | 安藤勝己 | 9    | 18   | 4    | 2:26.1 | Erin Court        |
| 18/9/2011  | 日本     | 阪神 | 草1800 | GII  | 玫瑰錦標           | 54   | 福永祐一 | 9    | 14   | 6    | 1:48.5 | 捕鯨之旅          |
| 16/10/2011 | 日本     | 京都 | 草2000 | GI   | 秋華賞             | 55   | 福永祐一 | 18   | 18   | 7    | 1:59.0 | Aventura          |
| 20/11/2011 | 日本     | 京都 | 草1600 | GI   | 一哩冠軍賽         | 54   | 安藤勝己 | 9    | 18   | 6    | 1:34.3 | 榮進神駒          |
| 17/12/2011 | 日本     | 阪神 | 草1400 | GII  | 阪神盃             | 54   | 李慕華   | 11   | 18   | 4    | 1:20.9 | 聖卡羅            |
| 7/4/2012   | 日本     | 阪神 | 草1400 | GII  | 阪神牝馬錦標       | 56   | 杜滿萊   | 10   | 17   | 2    | 1:21.9 | Queen's Barn      |
| 13/5/2012  | 日本     | 東京 | 草1600 | GI   | 維多利亞一哩賽     | 55   | 田邊裕信 | 1    | 18   | 3    | 1:32.7 | 捕鯨之旅          |
| 3/6/2012   | 日本     | 東京 | 草1600 | GI   | 安田紀念           | 56   | 田邊裕信 | 17   | 18   | 17   | 1:33.1 | 強勁回報          |
| 13/10/2012 | 日本     | 東京 | 草1800 | GII  | 府中牝馬錦標       | 55   | 岩田康誠 | 6    | 17   | 5    | 1:45.9 | 伊莎寶            |
| 18/11/2012 | 日本     | 京都 | 草1600 | GI   | 一哩冠軍賽         | 55   | 杜滿萊   | 16   | 18   | 11   | 1:33.7 | 瑞士名錶          |
| 22/12/2012 | 日本     | 阪神 | 草1400 | GII  | 阪神盃             | 55   | 北村友一 | 1    | 18   | 12   | 1:21.7 | 聖卡羅            |
| 6/4/2013   | 日本     | 阪神 | 草1400 | GII  | 阪神牝馬錦標       | 55   | 川田將雅 | 2    | 16   | 6    | 1:21.8 | Sound of Heart    |
| 18/5/2013  | 日本     | 東京 | 草1800 | OP   | 五月錦標           | 55   | 吉田豐   | 17   | 18   | 6    | 1:45.7 | Tamuro Sky        |
| 9/6/2013   | 日本     | 阪神 | 草2000 | GIII | 人魚錦標           | 56   | 川田將雅 | 14   | 14   | 1    | 1:59.4 | （愛麗舞步）      |
| 28/7/2013  | 日本     | 函館 | 草1800 | GIII | 皇后錦標           | 56   | 川田將雅 | 7    | 8    | 4    | 1:49.7 | I'm Yours         |
| 18/8/2013  | 日本     | 函館 | 草1800 | GII  | 札幌紀念           | 55   | 川田將雅 | 6    | 16   | 9    | 2:10.7 | 東京光環          |
| 14/10/2013 | 日本     | 東京 | 草1800 | GII  | 府中牝馬錦標       | 55   | 川田將雅 | 2    | 13   | 7    | 1:49.1 | 捕鯨之旅          |
| 10/11/2013 | 日本     | 京都 | 草2200 | GI   | 女皇伊利沙伯二世盃 | 56   | 杜滿萊   | 8    | 18   | 15   | 2:17.5 | 名將間風          |

## 退役後
退役後，馬莎蓮娜成爲了繁殖雌馬，於北海道千歲市社台牧場休養，於2014年進行配種，首匹子嗣於2015年出生但未出賽。第二匹子嗣定稿於2016年出生，可於2018年出賽，11月25日經已於中央的新馬賽取勝。2019年1月14日，定稿在京成盃取勝，成爲首匹勝出分級賽的子嗣。

### 主要子嗣

#### 分級賽優勝子嗣
2016年生
- 定稿（京成盃）

2017年生
- 沉醉節拍（目黑紀念）

### 詳細繁殖資料
| 數目   | 馬名         | 出生年 | 性別 | 父系              | 練馬師                                                   | 馬主                     | 戰績                            |
| ------ | ------------ | ------ | ---- | ----------------- | -------------------------------------------------------- | ------------------------ | ------------------------------- |
| 第一匹 | 馬莎蓮娜2015 | 2015   | 雌   | 小說名家          |                                                          |                          | （未出賽・繁殖）                |
| 第二匹 | 定稿         | 2016   | 雄   | 小說名家          | 美浦・戶田博文                                           | Shadai Race Horse Co Ltd | 26戰3冠3亞2季（退役） 分級賽1勝 |
| 第三匹 | 沉醉節拍     | 2017   | 雄   | 夏威夷王          | 栗東・松田國英 →栗東・友道康夫 →美浦・青木孝文           | Shadai Race Horse Co Ltd | 31戰6冠8亞5季（現役） 分級賽1勝 |
| 第四匹 | 馬莎蓮娜2018 | 2018   |      | 滿樂時            |                                                          |                          | （出生後夭折）                  |
| 第五匹 | Phoenix Loop | 2019   | 雄   | 夏威夷王          | 栗東・平田修 →門別・小野望 →大井・蛯名雄太 →栗東・平田修 | Shadai Race Horse Co Ltd | 26戰2冠2亞2季（退役）           |
| 第六匹 | 鋼鐵風       | 2020   | 雄   | 龍王              | 栗東・矢作芳人                                           | Shadai Race Horse Co Ltd | 21戰3冠2亞3季（現役）           |
|        | （受胎失敗） |        |      | Bricks and Mortar |                                                          |                          |                                 |
| 第七匹 | Morbido      | 2022   | 雌   | Bricks and Mortar | 栗東・中内田充正                                         | Shadai Race Horse Co Ltd | 1戰0冠0亞0季（現役）            |
| 第八匹 | 馬莎蓮娜2023 | 2023   | 雄   | 農神節慶          |                                                          | Shadai Race Horse Co Ltd | （出賽前）                      |
| 第九匹 | 馬莎蓮娜2024 | 2024   | 雄   | 滿樂時            |                                                          |                          |                                 |

## 血統簡介
父系大震撼爲日本賽駒，爲日本賽馬史上第二匹無敗三冠馬，生涯出戰十四場賽事僅得兩場未能勝出，退役後配種成績亦極爲優秀。祖父週日寧靜是美國三冠賽雙軍馬，退役後在日本配種，在日本馬壇相當成功，贏得多項分級賽事，其子嗣贏得巨額獎金。
母系Marbye爲愛爾蘭生產的意大利賽駒，生涯戰績優秀，曾勝出一級賽阿斯達錦標。外祖父馬足爲愛爾蘭生產的英國賽駒，生涯戰績優秀，曾勝出一級賽聖詹姆士皇宮錦標，退役後亦有良好的配種成績，如有香港馬王原居民及2019年前一直保持香港獎金紀錄的爆冷等優秀後代。

### 血統表
| 父線：週日寧靜系（Halo系）     |                         |                  |                 |
| 種馬 大震撼 2002年（棗色）     | 週日寧靜 1986年（棕色） | Halo             | Hail to Reason  |
| 種馬 大震撼 2002年（棗色）     | 週日寧靜 1986年（棕色） | Halo             | Cosmah          |
| 種馬 大震撼 2002年（棗色）     | 週日寧靜 1986年（棕色） | Wishing Well     | Understanding   |
| 種馬 大震撼 2002年（棗色）     | 週日寧靜 1986年（棕色） | Wishing Well     | Mountain Flower |
| 種馬 大震撼 2002年（棗色）     | 風中秀髮 1991年（棗色） | Alzao            | 利法爾          |
| 種馬 大震撼 2002年（棗色）     | 風中秀髮 1991年（棗色） | Alzao            | Lady Rebecca    |
| 種馬 大震撼 2002年（棗色）     | 風中秀髮 1991年（棗色） | Burghclere       | Busted          |
| 種馬 大震撼 2002年（棗色）     | 風中秀髮 1991年（棗色） | Burghclere       | Highclere       |
| 繁殖雌馬 Marbye 2000年（棗色） | 馬足 1988年（深棗色）   | 最後大官         | Try My Best     |
| 繁殖雌馬 Marbye 2000年（棗色） | 馬足 1988年（深棗色）   | 最後大官         | Mill Princess   |
| 繁殖雌馬 Marbye 2000年（棗色） | 馬足 1988年（深棗色）   | Flame of Tara    | Artaius         |
| 繁殖雌馬 Marbye 2000年（棗色） | 馬足 1988年（深棗色）   | Flame of Tara    | Welsh Flame     |
| 繁殖雌馬 Marbye 2000年（棗色） | Hambye 1994年（棗色）   | Distant Relative | Habitat         |
| 繁殖雌馬 Marbye 2000年（棗色） | Hambye 1994年（棗色）   | Distant Relative | Royal Sister    |
| 繁殖雌馬 Marbye 2000年（棗色） | Hambye 1994年（棗色）   | Paglietta Gener  | Final Straw     |
| 繁殖雌馬 Marbye 2000年（棗色） | Hambye 1994年（棗色）   | Paglietta Gener  | Miss Puddleduck |
| 雌系：Bourtai系（號族：9-f）   |                         |                  |                 |
| 五代內近親交配：北地舞人 5×5   |                         |                  |                 |

## 命名由來
名字Marcellina（マルセリーナ）是人名，香港則採用音譯，翻譯为「馬莎蓮娜」。

## 外部連結
- 馬莎蓮娜 netkeiba.com （页面存档备份，存于）
- 血統表 （页面存档备份，存于）